# Atrichopogon nubeculosus
Atrichopogon nubeculosus är en tvåvingeart som först beskrevs av John William Scott Macfie 1949.  Atrichopogon nubeculosus ingår i släktet Atrichopogon och familjen svidknott. Inga underarter finns listade i Catalogue of Life.